# Arnold Stékoffer
Arnold Stékoffer (* 25. Januar 1938 in Boécourt; † 12. Januar 2007 ebenda) war ein Schweizer Maler, Zeichner und Bildhauer.

## Leben und Werk
Arnold Stékoffer schuf zwischen 1957 und 1960 Siebdrucke und grafische Arbeiten. Von 1960 bis 1962 belegte er Kurse für bildende Kunst an der Akademie von Maximilien de Meuron in Neuenburg. Anschliessend studierte er bis 1965 an der Accademia di Belle Arti di Roma. Zusammen mit seiner Frau Françoise unternahm er Studienreisen in Italien, Sardinien, Frankreich und Spanien, wo das Ehepaar auch lebte und Stékoffer in seinem künstlerischen Schaffen von Goya nachhaltig beeinflusst wurde.
Wieder in der Schweiz, lebte das Ehepaar von 1968  bis 1972 in Hofstetten-Flüh, von 1973 bis 1977 in Arlesheim und ab 1978 in Boécourt. In der Folge schuf Stékoffer ein Wandbild für die Grundschule in Develier, ein Fresko für den Turnsaal in Boécourt sowie ein Fresko für den Chor der Kirche in Vendlincourt.
Stékoffer stellte seine Werke in der Schweiz, in Italien, Frankreich, Belgien, Deutschland, Bulgarien und Russland aus. Zudem gewann er Kunstpreise und war mehrere Jahre für das Layout der Satire-Zeitung La Tuile zuständig. Stékoffer war Mitglied der Sektion Jura der GSMBA und von 1985 bis 1989 deren Präsident. 
Die Kunstsammlung Jura besitzt rund zehn Gemälde von Arnold Stékoffer. Weitere Werke befinden sich in den Sammlungen des Bundes, des Kantons Bern und des Jura-Kunstmuseums in Moutier.